# 1197
1197 (MCXCVII) a fost un an obișnuit al calendarului iulian.

## Evenimente
- 23 februarie: Regele Petru al II-lea al Aragonului acordă o chartă a libertăților orașului Perpignan.
- 10 septembrie: După moartea lui Henric al II-lea de Champagne într-un accident, tronul Regatului Ierusalimului revine lui Amalric al II-lea de Lusignan, care se căsătorește cu regina Isabelle, văduva lui Conrad de Montferrat.
- 22 septembrie: Sosirea la Accra a primelor contingente ale participanților germani la cruciadă, sub conducerea ducelui de Brabant, precedând venirea împăratului Henric al VI-lea.
- 28 septembrie: Moartea împăratului Henric al VI-lea la Messina, aflat în drum spre Țara Sfântă; în Germania apare un interregnum, însoțit de un război civil (care va dura până în 1214); în Sicilia, începe domnia minorului Frederic al II-lea de Hohenstaufen (sub numele de Frederic Roger), sub tutela mamei sale, Constance.
- 4 octombrie: Contele Balduin de Flandra ocupă Saint-Omer, după un asediu de două luni; invazia contelui asupra provinciei Artois continuă prin ocuparea Aire-sur-la-Lys, Lillers și punerea Arrasului sub asediu, acțiuni care provoaca intervenția regelui Filip August al Franței.
- 23 octombrie: Cruciații germani ocupă Sidon și Beirut, restabilind legătura terestră dintre Accra și Tripoli.
- 26 octombrie: Regele Richard Inimă de Leu al Angliei încheie construirea fortăreței Château-Gaillard.
- 11 noiembrie: În apropiere de San Miniato, se constituie Liga toscană; Florența preia conducerea răscoalei din Italia împotriva puterii imperiale.
- 26 noiembrie: Cruciații germani încep asediul fortăreței Toron; în fața amenințării ocupării Latakiei și Jabalei de către cruciați, sultanul Al-Adel al Damascului face apel la sultanul din Egipt, al-Aziz (care trimite întăriri la Toron) și la cel din Alep, al-Zahir.
- 6 decembrie: În urma unui acord, Vladislav Jindrich ia în stăpânire Moravia, în vreme ce fratele său mai vârstnic Ottokar Premysl obține Boemia.
- 17 decembrie: Are loc la Valladolid căsătoria dintre Berengaria, fiica regelui Alfonso al VIII-lea al Castiliei, și vărul său, Alfonso al IX-lea, regele Leonului.

### Nedatate
- august-septembrie: Sultanul Al-Adel al Damascului recuperează Jaffa de la cruciați.
- octombrie: Regele Filip August al Franței devastează pământurile contelui de Flandra, avansând până la Ypres, însă curând se retrage.
- Are loc căsătoria dintre Filip de Suabia, fratele împăratului Henric al VI-lea și Irina Angelina, fiica fostului împărat bizantin Isaac al II-lea Anghelos; împăratul Henric al VI-lea se transformă în apărătorul cauzei lui Isaac; ca urmare a plății regulate a tributului de către Alexios al III-lea Anghelos și a protestelor papei Celestin al III-lea, împăratul german renunță la ideea îndreptării cruciadei împotriva Constantinopolului și reia traseul către Țara Sfântă.
- Are loc căsătoria lui Roman, cneazul Volîniei, cu prințesa bizantină Ana.
- Arhiepiscopul Hubert Walter de Canterbury negociază pacea cu galezii din Wales.
- Conducătorul ghurid Qutb ad-Din Aibak atacă statul Gujarat și, după ce pradă capitala acestuia, Solankî, se retrage.
- Conducătorul mongol Genghis Han înfrânge tribul jurkinilor.
- Cu sprijinul unei flote a cruciaților germani și olandezi, regele Sancho al II-lea al Portugaliei recuperează din mâinile almohazilor o parte din provincia Algarve, precum și orașul Silves, care este distrus.
- Insula Corfu este ocupată de către genovezi.
- Împăratul Henric al VI-lea se pregătește de plecarea în cruciadă; suveranii Ciprului și Armeniei îi recunosc suzeranitatea în schimbul recunoașterii coroanelor lor regale; totodată, Henric solicită participarea la cruciadă a Imperiului bizantin, iar apoi reclamă prestarea unui consistent tribut, pentru colectarea căruia împăratul de la Constantinopol, Alexios al III-lea Anghelos se vede nevoit să impună o taxă exorbitantă (alamanikon), precum și profanarea mormintelor imperiale.
- Mănăstirea budistă de la Nalanda este din nou atacată de către musulmanii conduși de generalul ghurid Muhammad ibn Khaldji.
- Nou atac al danezilor asupra Estoniei.
- Pirați sarazini din insulele Baleare întreprind un raid asupra Provence, atacând orașul Toulon.

## Arte, Știință, Literatură și Filozofie
- Este consacrată abația Arbroath, dedicată Sfântului Thomas Beckett.
- Se încheie construirea catedralei Sf. Dimitrie din cnezatul Vladimir.

## Înscăunări
- 22 iunie: Vladislav Jindrich, duce de Boemia.
- 10 septembrie: Theobald al III-lea, conte de Champagne.
- 28 septembrie: Frederic al II-lea de Hohenstaufen, rege al Siciliei (ca Frederic Roger).
- Ioniță Caloian, rege al Bulgariei (1197-1207).

## Nașteri
- 22 octombrie: Juntoku, împărat al Japoniei (d. 1242).
- Amedeo al IV-lea, conte de Savoia (d. 1253).
- Nichifor Blemmydes, teolog, filosof și om de știință bizantin (d. 1272).
- Raymond al VII-lea, conte de Toulouse (d. 1249).

## Decese
- 28 aprilie: Rhys ap Gruffydd, conducător galez din Wales (n. 1132).
- 15 iunie: Henric Vratislav al III-lea de Boemia (n. ?)
- 10 septembrie: Henric al II-lea, conte de Champagne și rege al Ierusalimului (n. 1166).
- 28 septembrie: Henric al VI-lea, împărat romano-german (n. 1165).
- Giovanni Bassiano, jurist italian (n. ?)
- Petru al IV-lea, rege al Bulgariei (n. ?)